# Zheng He
Zheng He (ur. 1371 w Kuanying, prow. Junnan, zm. 1433; pierwotnie: 馬和, Ma He) – chiński admirał, który w latach 1405–1433 odbył serię podróży do wielu miejsc w Azji i Afryce.

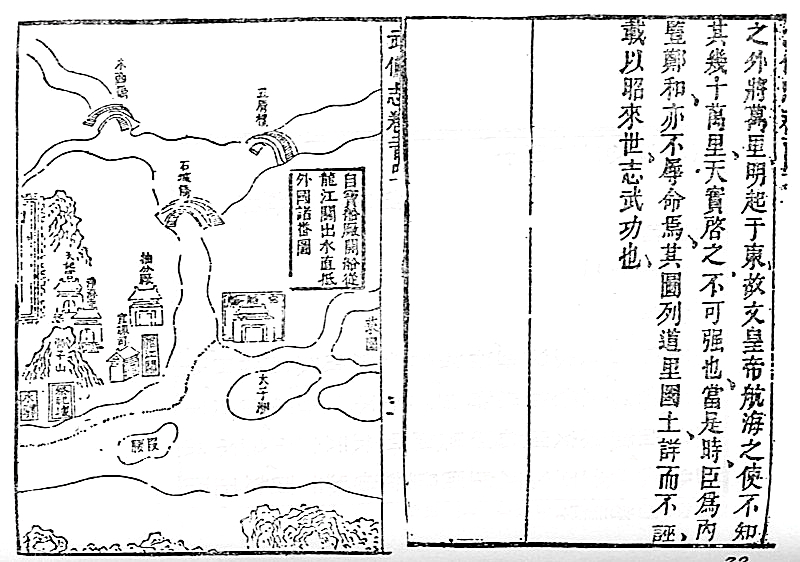
Strona z księgi Wubeizhi, opisująca wyprawę Zheng He

Był muzułmaninem, eunuchem i zaufanym człowiekiem chińskiego cesarza Yongle z dynastii Ming. Odbył podróże do południowo-wschodniej Azji, Sumatry, Jawy, Cejlonu, Indii, Persji, Zatoki Perskiej, Arabii, Morza Czerwonego aż do Egiptu i Mozambiku. Jego wyprawy przyczyniły się do rozwoju handlu i wiedzy nawigacyjnej.

## Droga do kariery
Pochodził z pobożnej muzułmańskiej rodziny z prowincji Junnan; jego dziadek (ojciec prawdopodobnie też) odbył drogą lądową pielgrzymkę do Mekki (hadżdż). Ojciec, popierający mongolskie panowanie w Junnanie, zginął podczas podboju prowincji przez wojska Mingów. On sam trafił do niewoli i jak wielu innych młodych jeńców (miał wówczas 13 lat) został wykastrowany. Jako eunuch został sługą księcia Zhu Di, czwartego syna założyciela dynastii Ming, z którym spędził 20 lat służąc w garnizonach na północnej granicy. Dzięki swym zdolnościom wojskowym awansował do stopnia oficera i zyskał zaufanie księcia. Po wojnie domowej o sukcesję książę Zhu Di został w roku 1402 cesarzem i przyjął imię Yongle. Ma He wyróżnił się w czasie walk i uznaniu zasług w obronie Pekinu w 1399, cesarz nadał mu nazwisko Zheng; po koronacji mianował go też naczelnikiem (taijian) Dyrektoriatu Służby Pałacowej. Następnie, w 1405, postawił go na czele zbudowanej w latach 1403-5 wielkiej floty, liczącej 255 okrętów i 27 800 ludzi załogi, jako ambasadora do krajów nad Zachodnim Oceanem.

## Wyprawy

Trasa VII wyprawy Zheng He

Na pierwszą wyprawę Zheng He wyruszył w 1405 roku. W wyprawie wzięło udział 27  800 ludzi. Flota dotarła do portowego miasta Kalikat na Półwyspie Indyjskim. Po powrocie admirał i jego podwładni zostali nagrodzeni m.in. za akcję przeciw piratom w Palembangu. Podczas kolejnych wypraw Zheng He dotarł m.in. do wylotu Zatoki Perskiej oraz Mozambiku w Afryce. Jego flota interweniowała militarnie m.in. na Cejlonie i Sumatrze. Wyprawy nie miały charakteru odkrywczego: handlowe statki chińskie regularnie kursowały do Jawy i Sumatry, a trasa wypraw przez Ocean Indyjski odbywała się szlakami wykorzystywanymi przez kupców arabskich, którzy już za czasów dynastii Tang handlowali z Chinami (duża ich kolonia była np. w Kantonie). Ekspedycje Zheng He były przede wszystkim manifestacją chińskiej potęgi.
W 1424 roku zmarł protektor admirała – cesarz Yongle. Jego syn i następca, Zhu Gaozhi, przedłużył wydany jeszcze przez ojca edykt nakazujący wstrzymanie wypraw. Zheng He został dowódcą floty i nadzorcą portu w Nankinie. Okres odwrócenia się Chin od morza trwał jedynie kilka lat. Przerwała go śmierć cesarza Zhu Gaozhi. Admirał wyruszył na kolejną, siódmą wyprawę w 1431 roku. Jego flota liczyła około 300 statków z ponad 27 tys. ludzi na pokładach. Wysłannicy admirała dotarli m.in. do Malakki i Syjamu. Zheng He zmarł w czasie swej ostatniej podróży. Potem wypraw już nie kontynuowano, zaprzestano też budowy największych statków floty chińskiej – baochuanów.
| Kolejność | Daty      | Odwiedzone kraje |
| --------- | --------- | --- |
| 1 wyprawa | 1405–1407 | Czampa, Jawa, Palembang, Malakka, Samudera (na Sumatrze), Aru, Lambri (w dzisiejszym Acehu), Cejlon, Kollam, Kalikat |
| 2 wyprawa | 1407–1409 | Czampa, Jawa, Syjam, Malakka, Samudera, Aru, Lambri, Cejlon, Koczin, Kollam, Kalikat |
| 3 wyprawa | 1409–1411 | Czampa, Jawa, Malakka, Samudera, Galle na Cejlonie, Kollam, Koczin, Kalikat |
| 4 wyprawa | 1413–1415 | Czampa, Jawa, Palembang, Malakka, Samudera, Aru, Lambri, Cejlon, Kalikat, Malediwy, Bitra, Ormuz |
| 5 wyprawa | 1416–1419 | Czampa, Pahang, Jawa, Palembang, Malakka, Samudera, Lambri, Cejlon, Koczin, Kalikat, Shaliwanni (prawd. Kannanur), Lakszadiwy, Lasa (prawd. Al-Mukalla), Aden, Zufar, Ormuz, Mogadiszu, Baraawe, Malindi                         |
| 6 wyprawa | 1421–1422 | większość powyższych: prawd. jedna eskadra odwiedziła kraje Półwyspu Indyjskiego, druga Afryki Wschodniej; w drodze powrotnej także Tajlandia                                                                                    |
| 7 wyprawa | 1430–1433 | Czampa, Jawa, Surabaja, Palembang, Malakka, Sumatra; następnie podział flot, które odwiedziły Cejlon, Mogadiszu, Baraawe, Nikobary, Andamany, Kollam, Koczin, Kalikat, Ganbali (prawd. Coimbatore), Ormuz, Lasę, Aden, Tajlandię |

## Ocena
Wyprawy niewiele zmieniły w układzie sił w Azji Południowo-Wschodniej i basenie Oceanu Indyjskiego. Wymiana ambasadorów i aktywność dyplomatyczna była równie intensywna, co krótkotrwała. Wydatki ponoszone na wybudowanie i wyposażenie ogromnej floty mogły w oczach cesarza być usprawiedliwione prestiżem, zyskanym, gdy władcy i wysłannicy wielu krajów przybyli złożyć mu hołd. Jednak, wraz z bogatymi prezentami dla owych wysłanników, były poważnym obciążeniem dla skarbca (podobnie jak wyprawy wojenne przeciw Mongołom i budowa nowej stolicy).
Potęga chińskiej floty i zaokrętowanej armii wywarła na pewno wielkie wrażenie i była decydująca w kilku konfliktach, ale Chiny nie zyskały przez to nowych terytoriów czy realnych sojuszników. Nawiązane zależności trybutarne miały charakter głównie symboliczny. Uznanie chińskiego panowania nad światem było „politycznie puste”, nie przekładało się na realia. Handel chiński zapewne skorzystał z tego pokazu siły, ale jego znaczenie w chińskiej polityce było niewielkie. Chiny miały możliwości, by zostać mocarstwem morskim, ale zaabsorbowane polityką wewnętrzną i kłopotami na północnej granicy, nie wykorzystały tej możliwości.

## W literaturze

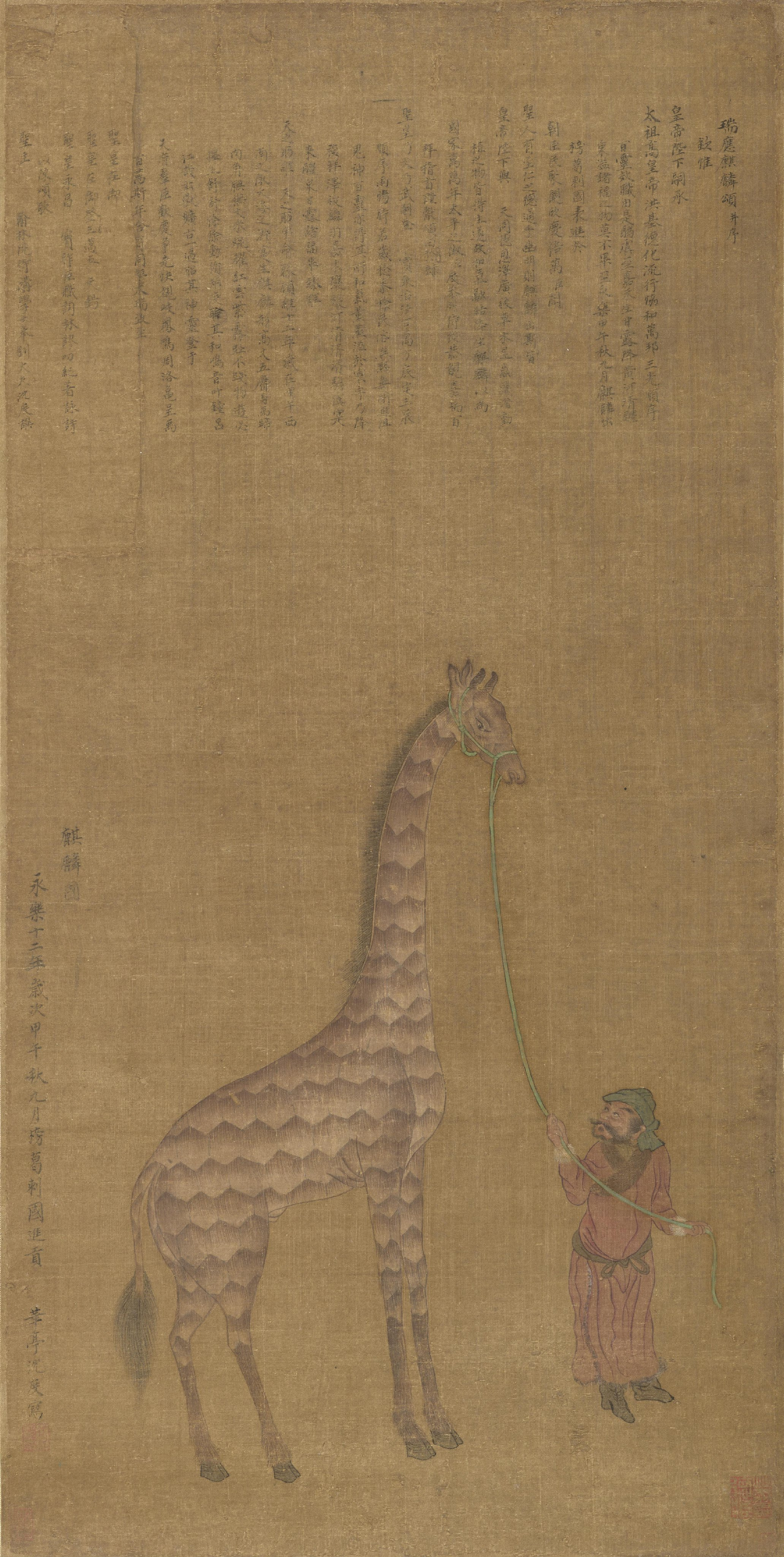
Chińska ilustracja z 1414 roku, przedstawiająca żyrafę

Zheng He stał się bohaterem dwóch książek Gavina Menziesa: 1421. Rok w którym Chińczycy opłynęli świat, w której twierdził, że chińska flota pod dowództwem Zheng He, Hong Bao, Zhou Mana, Zhou Wena i Yang Qinga odkryła Amerykę 70 lat przed Kolumbem, Australię 350 lat przed Cookiem, Antarktydę i opłynęła Eurazję przejściem północno-wschodnim; oraz 1434 rok, w którym wspaniała chińska flota pożeglowała do Włoch i zapoczątkowała renesans, w której rozwinął swoje tezy. Książki spotkały się z poważną krytyką, podaje się je jako przykład pseudohistorii.